# Roger C. Vogel
Roger Craig Vogel (Cleveland (Ohio), 6 juli 1947) is een Amerikaans componist en muziekpedagoog.

## Levensloop
Vogel studeerde muziektheorie en compositie aan de Ohio State University te Columbus (Ohio) bij onder andere Marshall Barnes, Jay Huff, Norman Phelps en Wolf Rosenberg en behaalde aldaar zijn Bachelor of Music en zijn Master of Music. In 1975 promoveerde hij aan deze universiteit tot Ph.D. (Philosophiæ Doctor).
Vanaf 1976 is hij docent en later professor in muziek aan de Universiteit van Georgia in Athens (Georgia). 
Als componist schreef hij tot nu (2009) meer dan 120 werken voor diverse genres. Voor zijn werken ontving hij verschillende prijzen en onderscheidingen zoals de 1e prijs bij de Roger Wagner Choral Composition Competition, bij de National Saxophone Workshop Composition Contest, de National Flute Association en de Delius Composition Competition.

## Composities

### Werken voor orkest
- 1973-1974 Three Sonorities, voor strijkorkest
- 1974 Encounter, voor groot orkest
- 1980 Concerto, voor hoorn en strijkorkest

### Werken voor harmonieorkest
- 1982 Allusions to Hollywood, voor harmonieorkest
- 1991 Concerto, voor altsaxofoon en harmonieorkest
- 1993 Ceremonial March, voor harmonieorkest
- 1997 Fanfares and Flourishes, voor drie antifonale koperkwintetten
- 2000 Flat Rock March, voor harmonieorkest
- 2001 Autumn Song, voor harmonieorkest
- 2004 Edenwood, voor harmonieorkest
- 2005 Concerto, voor trompet en harmonieorkest

### Werken voor koren
- 1986 Karma, voor gemengd koor
- 1986 My Secret Love, voor vrouwenkoor (SSA)
- 1986 Psalm 100, voor gemengd koor
- 1986 The Nature of the Cat, voor vrouwenkoor (SSA) en piano
- 1992-1996 Cats and Bats and Things With Wings, voor gemengd koor en piano 
  1. The Cat
  2. The Frog
  3. The Owl (SSAA)
  4. The Crab (TTBB)
  5. The Grasshopper
  6. The Bat
- 1993 We Are the Music Makers, voor vrouwenkoor (SSAA), 2 dwarsfluiten en piano.
- 1999 Canticle of Reason, voor gemengd koor en piano
- 2003 Winter Song, voor gemengd koor, twee dwarsfluiten en piano

### Vocale muziek
- 1986 It is Best Not to Be Born, voor bariton en piano
- 1986 When She Went Alone, voor sopraan en piano
- 1989 One Flesh, voor middenstem, sopraansaxofoon en piano
- 1991 In Darkness, voor hoge stem, altsaxofoon en piano
- 1993 The Devil's Songbook, voor middenstem, cello (of contrabas; of fagot) en piano 
  1. Of Politicians
  2. Of Attorneys
  3. Of Businessmen
  4. Of the Media
  5. Of Critics and Music
  6. Of Virtue
  7. Of Vanity
  8. Of Celebration
- 1998 Eine Kleine Snailmusik, voor hoge stem, trompet, cello en piano
- 2000 The Frog, He Fly ... Almost,voor hoge stem en trompet (of klarinet)
- 2002 Burma Shave Songs, voor mannenkoor, altsaxofoon en piano 
  1. Grandpa's Beard
  2. No Lady Likes to Dance
  3. The Bearded Devil (TTBB en piano)
  4. The Wolf and Riding Hood
  5. The Midnight Ride
  6. Within This Vale (TTBB a capella )
  7. Bargain Hunters Gather 'Round
- 2002 The Distances They Keep, voor twee hoge stemmen, dwarsfluit en piano
- 2006 Love Letters, voor hoge stem, viool en piano 
  1. Your Letter Moved Me
  2. I Lie Awake
  3. Dear Miss West 47th Street
  4. My Dearest Nell (voice and piano)
  5. The French Ladies
  6. My Darling, Dear, Delightful Ringo
  7. Have You Heard That I Love You (voice and violin)
  8. Alas! I Have Suffered Your Scorn
  9. Everything Measurable Passes
  10. Interlude (violin and piano)
  11. Adieu, I Seal My Letter

### Kamermuziek
- 1977 Divertimento, voor saxofoonensemble (ssaaaattbbb)
- 1977 Suite in G, voor hobo en fagot
- 1978 Temporal Landscape Number 1, voor tuba en piano
- 1979 Divertimento, voor blazerskwintet
- 1979 Temporal Landscape Number 2, voor dwarsfluit, slagwerk en piano
- 1980 Temporal Landscape Number 4, voor tuba en piano
- 1981 Quartet, voor saxofoons (SATB of AATB)
- 1981 Satanic Dance, voor blazerskwintet
- 1981 Temporal Landscape Number 5, voor altsaxofoon en piano
- 1986 Sonata, voor altviool en piano
- 1986 Trio, voor viool, cello en piano
- 1987 Metamorphoses, voor trombone en piano
- 1987 Temporal Landscape Number 6, voor trompet en slagwerk
- 1993 Fantasy, voor celloorkest
- 1993 Sometimes Lyric Suite, voor fagot en piano
- 1993 Sonata, voor altsaxofoon en piano
- 1995 Duo Concertante, voor contrabas en piano
- 1995 Exultations, voor fluitkwartet
- 1995 Night Winds, voor blazerskwintet en altsaxofoon
- 1995 Sirens, voor fluitduet (C en alt, of twee C)
- 1996 Oboe, voor middenstem en hobo
- 1996 Winter Sun, voor dwarsfluit en gitaar
- 1997 Twin Moons, voor dwarsfluit en klarinet
- 1997 Voyages, voor trompet en meerdere slagwerkers
- 1998 Cornucopia, voor meerdere hoorns
- 2000 Mythic Quest, voor dwarsfluit en sopraansaxofoon (of klarinet)
- 2001 Twlight Reflections, voor dwarsfluit en gitaar
- 2004 Eulogy, Aria, and Incantation, voor contrabas en piano
- 2004 Illuminations in Brass, voor solo trompet en trompet-sextet
- 2005 Declarations, voor contrabaskwartet (of: eufonium-tuba-kwartet)
- 2005 Excursions, voor dwarsfluit en piano
- 2005 First Light, voor hobo en piano
- 2005 Night Songs, voor viool (of dwarsfluit) en piano
- 2007 Odyssey, voor altviool en piano

### Werken voor piano
- 1986 Ecologue
- 1986 Sonata
- 1988 Suite
- 1990 Sonata Number Two

### Werken voor klavecimbel
- 1986 Fantasy

### Werken voor gitaar
- 1996 The Guitarist's Day

### Werken voor slagwerk
- 1980 Temporal Landscape Number 3, voor slagwerkensemble (zes spelers)